# Bayon (Meurthe-et-Moselle)
Bayon település Franciaországban, Meurthe-et-Moselle megyében. Lakosainak száma 1556 fő (2022. január 1.). Bayon Froville, Haigneville, Lorey, Roville-devant-Bayon és Virecourt községekkel határos.

## Népesség
A település népességének változása:
| Lakosok száma | 1421 | 1530 | 1404 | 1444 | 1597 | 1593 | 1610 | 1583 | 1530 | 1556 |
|               | 1968 | 1982 | 1999 | 2006 | 2011 | 2015 | 2017 | 2018 | 2020 | 2022 |